# TVR Speed Twelve

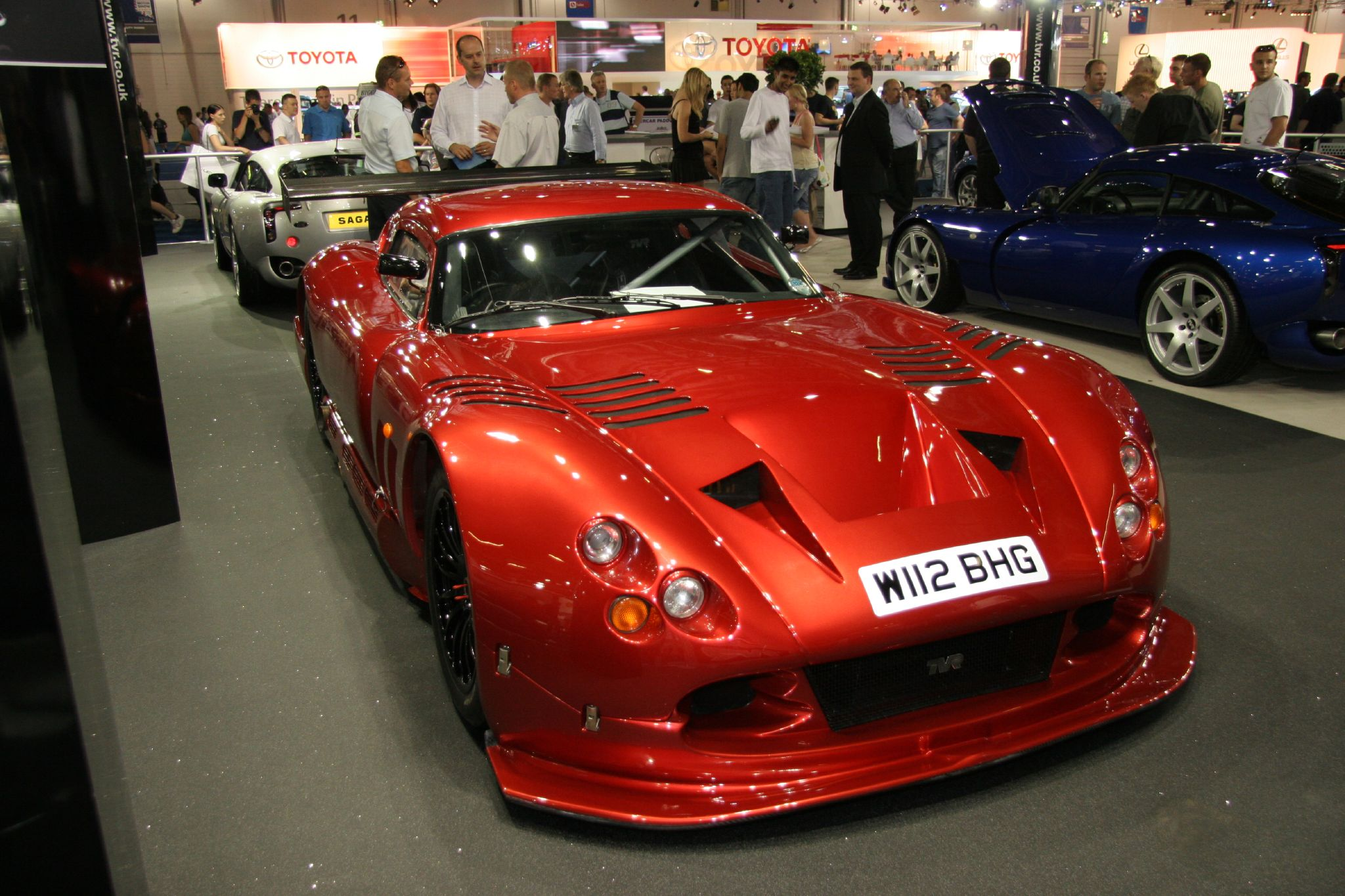
El TVR Cerbera Speed 12 es el único modelo de calle en equipar este motor.

El TVR Speed Twelve es el nombre de un motor de gasolina V12 manufacturado por TVR para su uso en el coche de competición TVR Speed 12, y posteriormente el TVR Cerbera Speed 12, su versión de carretera.
El motor fue desarrollado principalmente uniendo dos motores TVR Speed Six a un cigüeñal común. El conjunto tiene una capacidad de 7,7 litros y fue originalmente desarrollado para competición. Después se aplicó el motor a la versión de calle del coche.
Extrañamente para un automóvil, el bloque motor está hecho de acero, en lugar de hierro fundido o aluminio.
La versión de competición del motor produce unos 675 CV, debido a las bridas restrictoras de entrada obligatorias para competición. La versión de calle del motor no equipaba esos restrictores; y según los ingenieros de TVR, rompió el dinamómetro de su banco de prueba, que podía marcar hasta 1000 CV. La potencia de salida fue tasada de modo conservador en unos 940 CV. Cuando el prototipo de automóvil fue probado en carretera por Peter Wheeler, informó que el vehículo era demasiado potente para su uso práctico y el proyecto fue abandonado.
- Datos: Q5977197